# Moechotypa dalatensis
Moechotypa dalatensis là một loài bọ cánh cứng trong họ Cerambycidae.